# Kaddirampura, Hospet
Kaddirampura là một làng thuộc tehsil Hospet, huyện Bellary, bang Karnataka, Ấn Độ.